# Hans Eisenkolb

Hans Eisenkolb

Hans Eisenkolb (* 16. April 1905 in Linz; † 2. April 1978 ebenda) war ein österreichischer Politiker (NSDAP) und SS-Führer.

## Leben und Wirken
Nach dem Besuch der Volksschule und der Realschule erlernte Hans Eisenkolb das Goldschmiedehandwerk. Nachdem er einige Jahre lang in diesem Beruf gearbeitet hatte, verdiente er seinen Lebensunterhalt als Kaufmann. Von 1922 bis 1926 war er Mitglied der SA. Der NSDAP trat er zum 1. April 1932 bei (Mitgliedsnummer 901.133) und war für die Partei zunächst als Propaganda- und Bezirksleiter tätig. Danach war er von 1934 bis 1936 Kreisleiter des NSDAP-Kreises Wels und anschließend bis Frühjahr 1938 stellvertretender Gauleiter im Gau Oberösterreich. Wegen illegaler politischer Betätigung wurde er ab 1934 mehrfach verhaftet und nach Polizeistrafen inhaftiert.
Wenige Wochen nach dem Anschluss Österreichs an das Deutsche Reich im März 1938 wurde Eisenkolb am 24. Mai 1938 zum stellvertretenden Gauleiter des Gaues Oberdonau ernannt. Dieses Amt übte er bis zum 27. Mai 1940 aus. Von April 1938 bis zum Ende der NS-Herrschaft im Frühjahr 1945 saß Eisenkolb als Abgeordneter im deutschen nationalsozialistischen Reichstag. Eisenkolb trat am 11. April 1938 in die SS ein (SS-Nummer 309.499) und erreichte den Rang eines Standartenführers. Er gehörte dem Aufsichtsrat der Oberbank an.
Während des Zweiten Weltkrieges leistete er ab Mitte November 1939 zeitweise Kriegsdienst. Ab Dezember 1941 war er, zunächst für zwei Jahre kommissarisch, Landrat in Gmünd.
Nach Kriegsende betrieb er eine Handelsagentur in Linz.